# Clydesdale (Whiskybrennerei)
Clydesdale war eine Whiskybrennerei in Wishaw, North Lanarkshire, Schottland. Der erzeugte Brand war somit der Whiskyregion Lowlands zuzuordnen.
Die Brennerei wurde 1825 von Robert Montgomery, 8. Lord of Belhaven unter dem Namen Wishaw gegründet. In den ersten Jahren wurde sie mehrfach verpachtet und schließlich 1848 an Patrick Chalmers verkauft. Nach Chalmers’ Tod 1855 lag der Betrieb mehrere Jahre still und wurde dann von dessen Schwiegersohn J. Munroe Mackenzie unter dem Namen Clydesdale wiederaufgenommen. Im Jahre 1914 gehörte die Brennerei zu den fünf Gründungsmitgliedern von Scottish Malt Distillers. Diese gingen 1919 in der Distillery Company Ltd. (DCL) auf, die den Betrieb noch im gleichen Jahr schlossen. Die Zolllager der Brennerei wurden noch für mehrere Jahre weitergenutzt.
Als Alfred Barnard im Rahmen seiner bedeutenden Whiskyreise im Jahre 1885 die Brennerei besuchte, verfügte sie über eine jährliche Produktionskapazität von 170.000 Gallonen. Es standen vier Brennblasen mit Kapazitäten von 5500, 3500, 2650 beziehungsweise 1000 Gallonen zur Verfügung. Bei welchen es sich hierbei um Grob- oder Feinbrandblasen handelt, ist nicht näher bezeichnet.
Seit einiger Zeit gibt es neue Brennerei The Clydesdale Original Scotch Whisky Company Ltd. in Tunbridge Wells, Kent, und eine weitere Handelsfirma Clydesdale Scotch Whisky Company Ltd. in Glasgow, die den Namen Clydesdale verwenden.